# ATP Challenger Düsseldorf
Das ATP Challenger Düsseldorf (offiziell: Düsseldorf Open Challenger) war ein Tennisturnier, das von 2006 bis 2008 jährlich in Düsseldorf stattfand. Es gehörte zur ATP Challenger Tour und wurde im Freien auf Sand gespielt.

## Liste der Sieger

### Einzel
| Jahr | Sieger           | Finalgegner           | Ergebnis       |
| ---- | ---------------- | --------------------- | -------------- |
| 2008 | Kristof Vliegen  | Andreas Beck          | 6:0, 6:3       |
| 2007 | Denis Gremelmayr | Andreas Haider-Maurer | 6:75, 6:2, 6:4 |
| 2006 | Jewgeni Koroljow | Andreas Vinciguerra   | 7:64, 6:3      |

### Doppel
| Jahr | Sieger                       | Finalgegner                  | Ergebnis         |
| ---- | ---------------------------- | ---------------------------- | ---------------- |
| 2008 | Jan Hájek Tomáš Zíb          | Lukáš Rosol Igor Zelenay     | 1:6, 6:2, [10:7] |
| 2007 | Fabio Colangelo Philipp Marx | Filip Polášek Igor Zelenay   | 3:6, 6:3, [10:7] |
| 2006 | Hugo Armando Tomas Behrend   | Simon Greul Jewgeni Koroljow | 6:1, 4:6, [10:4] |